# Margarinotus rectus
Margarinotus rectus är en skalbaggsart som först beskrevs av Thomas Casey 1916.  Margarinotus rectus ingår i släktet Margarinotus och familjen stumpbaggar. Inga underarter finns listade i Catalogue of Life.